# Liste von Internet-Tauschbörsen
Internet-Tauschbörsen sind Websites, die das Tauschen von Artikeln oder Dienstleistungen ermöglichen. Üblich ist dabei die Verwendung einer Komplementärwährung.

## Liste
Der Minimal- bzw. Maximal-Preis bezieht sich auf die verwendete Komplementärwährung. Ein Strich als Maximal-Preis bedeutet, dass die Plattform kein Limit vorsieht. Geldkauf bezeichnet die Möglichkeit beim Betreiber Komplementärwährung gegen Währung einzukaufen. Dies ist zu unterscheiden von einem Tausch von Währung gegen Komplementärwährung zwischen Benutzern im System, was vom Anbieter untersagt sein kann (beispielsweise verbietet Tauschticket dies in seinen AGB). Die Spalten Bücher, Filme usw. bezeichnen die Arten von Artikeln, die in der Tauschbörse getauscht werden können.
Weiterhin unterscheiden sich die Angebote in der erlaubten Laufzeit der eingestellten Angebote (vielfach unbegrenzt). Kaum recherchierbar bleiben Nutzerzahlen als auch Summe angebotener Artikel.
| Name                     | Land                           | Bücher | Filme | Musik | Spiele | Sonstiges                           | Geldkauf       | Preis (Min) | Preis (Max)    | Gebühren                                                 | Start       |
| ------------------------ | ------------------------------ | ------ | ----- | ----- | ------ | ----------------------------------- | -------------- | ----------- | -------------- | -------------------------------------------------------- | ----------- |
| AcrossLETS               | Welt                           | ja     | nein  | nein  | nein   | Dienstleistungen und alles Mögliche | nein           | –           | –              | einmalig 50 Crossy (bei erhöhter Aktivität 5 € pro Jahr) | 2006        |
| BookMooch                | Welt                           | ja     | nein  | nein  | nein   | nein                                | nein           | 1           | 1              | –                                                        | 2006        |
| eTALENT (TALENT Schweiz) | Schweiz                        | ja     | ja    | ja    | ja     | ja                                  | ja (limitiert) | 0,01        | 999.999.999,99 | –                                                        | 2008 (1993) |
| Exsila                   | Schweiz                        | ja     | ja    | ja    | ja     | ja                                  | ja             | 1           | 3000           | 4 % Punkte + 4 % (max. 2.- CHF)                          | 2006        |
| Polary                   | Welt                           | ja     | ja    | nein  | ja     | ja                                  | nein           | –           | –              | –                                                        | 2014        |
| swap-that                | Welt                           | ja     | ja    | ja    | ja     | Dienstleistung                      | nein           | -           | –              | 9,99 € pro Tausch                                        | 2016        |
| Tausch-Buecher           | Deutschland                    | ja     | nein  | nein  | nein   | nein                                | nein           | 1           | 10             | –                                                        | 2010        |
| Tausch-Trend             | Deutschland                    | ja     | ja    | ja    | ja     | ja                                  | nein           | –           | –              | –                                                        | 2013        |
| Tauschbude.at            | Österreich                     | ja     | ja    | ja    | ja     | ja                                  | nein           | 1           | 3              | –                                                        | 2013        |
| Tauschgnom               | Deutschland Österreich Schweiz | ja     | ja    | ja    | ja     | ja                                  | nein           | 0           | 5              | –                                                        | 2010        |
| Tauschticket             | Deutschland                    | ja     | ja    | ja    | ja     | ja                                  | nein           | 1           | 20             | 0,49 Euro – 1,99 Euro/Tausch                             | 2004        |
| Tauschzone               | Deutschland                    | ja     | ja    | ja    | ja     | ja                                  | nein           | 1           | –              | –                                                        | 2007        |

### Nicht mehr aktive Tauschbörsen
Die folgenden Tauschbörsen haben den Betrieb eingestellt.
| Name                                     | Land                   | Bücher | Filme | Musik | Spiele | Sonstiges                                    | Geldkauf | Preis (Min) | Preis (Max)    | Gebühren                                                                       | Start |
| ---------------------------------------- | ---------------------- | ------ | ----- | ----- | ------ | -------------------------------------------- | -------- | ----------- | -------------- | ------------------------------------------------------------------------------ | ----- |
| antabo.de                                | Deutschland            | Ja     | Ja    | Ja    | Ja     | Ja                                           | Ja       | 1           | 1000           | 100% Kostenlos und Werbefrei                                                   | 2025  |
| Balu.de                                  | Deutschland            | ja     | ja    | ja    | ja     | Software                                     | ja       | 1           | 10             | 0,10 Euro/Chip                                                                 | 2006  |
| Bambali                                  | Deutschland            | ja     | ja    | ja    | ja     | ja                                           | nein     | 1           | –              | –                                                                              | 2004  |
| couch-fish.com                           | Deutschland            | ja     | ja    | ja    | ja     | ja                                           | nein     | –           | –              | –                                                                              | 2013  |
| DieTauschbörse                           | Deutschland            | ja     | ja    | ja    | ja     | ja                                           | nein     | –           | –              | –                                                                              | 2011  |
| exchange*me                              | Deutschland            | —      | —     | —     | —      | Dienstleistungen                             | nein     | 1           | –              | –                                                                              | 2005  |
| Game Change                              | Deutschland            | nein   | nein  | nein  | ja     | nein                                         | nein     | –           | –              | –                                                                              | 2009  |
| Hitflip                                  | Deutschland Österreich | ja     | ja    | ja    | ja     | nein                                         | ja       | 1           | –              | 0,99–1,99 Euro/Tausch                                                          | 2005  |
| Miralia.de                               | Deutschland            | ja     | ja    | ja    | ja     | Kleidung, Selbstgemachtes, Flohmarkt-Artikel | nein     | –           | –              | Free Account 0 €/Jahr; Basic Account 4,99 €/Jahr; Premium Account 12,99 €/Jahr | 2015  |
| Pamundo                                  | Deutschland            | ja     | ja    | ja    | ja     | ja                                           | nein     | –           | –              | –                                                                              | 2008  |
| swapy                                    | Deutschland            | ja     | ja    | ja    | ja     | ja                                           | nein     | 1           | 5              | –                                                                              | 2009  |
| Tauschbillet.de                          | Deutschland            | ja     | ja    | ja    | ja     | ja                                           | nein     | 1           | 10 (Soll-Wert) | –                                                                              | 2010  |
| Tauschbu.de                              | Deutschland            | ja     | ja    | ja    | ja     | ja                                           | nein     | 1           | 3              | –                                                                              | 2012  |
| TauschDeal                               | Deutschland            | ja     | ja    | ja    | ja     | ja                                           | nein     | –           | –              | –                                                                              | 2013  |
| Tauschen ohne Geld (Tauschring-Provider) | Deutschland            | —      | —     | —     | —      | ja                                           | nein     | 1           | –              | –                                                                              | –     |
| Tauschothek                              | Deutschland            | ja     | ja    | ja    | ja     | nein                                         | nein     | –           | –              | –                                                                              | 2012  |
| TAUSCHPALAST                             | Deutschland            | ja     | ja    | ja    | ja     | ja                                           | ja       | 1           | 9              | 0,20 Euro/Tausch                                                               | 2013  |